# Konstantin Katakazi

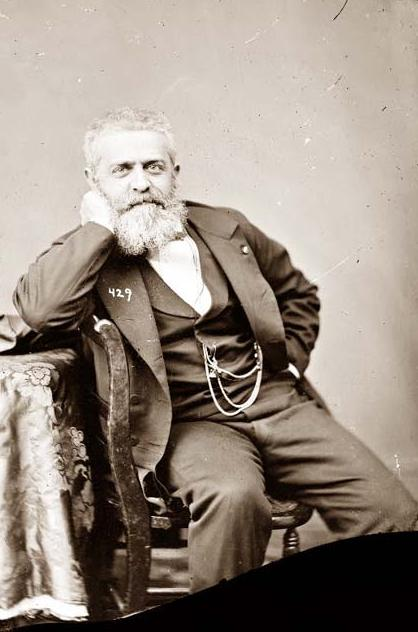

Konstantin Gavrilovič Katakazi o Catacazy (in russo: Константин Гаврилович Катакази; 25 agosto 1828 – 1º aprile 1890) è stato un diplomatico russo, ministro plenipotenziario dell'Impero russo negli Stati Uniti.

## Origini familiari
I Katakazi sono una famiglia aristocratica russa di fanarioti, di ascendenza greca. Anton Katakazi, il patriarca della famiglia emigrò con i suoi figli maschi in Russia nel 1807. I Katakazi furono grandi proprietari terrieri nella parte orientale del principato della Moldavia, che fu trasferita alla Russia con il trattato di Bucarest del 1812. La famiglia è menzionata nel catalogo delle famiglie aristocratiche del governatorato della Bessarabia.
I due figli di Anton Katakazi si interessarono alla politica russa. Il maggiore, Konstantin Antonovič Katakazi (1775–1826)  fu governatore della Bessarabia dal 1818 al 1825. Sposò un membro della famiglia Ypsilanti, di cui sosteneva attivamente la società segreta greca Filikí Etería e l'azione militare di Alexander Ypsilanti in Moldavia e Valacchia. Il figlio minore, Gavriil Antonoviĉ Katakazi, diventò un diplomatico russo. Il suo compito principale era di legate dell'impero russo presso il re Ottone di Grecia. Infine, Gavriil fu nominato senatore dell'impero russo.

## Attività diplomatica
Konstantin Gavrilovič Katakazi intendeva seguire la carriera di suo padre ed entrò nello staff del Ministero degli Affari Esteri russo. Al principio del 1865 Konstantin Katakazy scrisse un memorandum al principe Aleksandr Michajlovič Gorčakov cancelliere di stato dell'impero russo in cui delineava un piano per una mediazione russa nella guerra civile americana. Nel suo memorandum Katakazi sosteneva che sia il Nord che il Sud consideravano la Russia un amico speciale. Questa ipotesi non era necessariamente corretta poiché la flotta russa aveva mostrato il suo sostegno all'Unione, per impedire l'intervento britannico a sostegno della Confederazione. Nella sua conclusione, il memorandum indicava che era interesse della Russia vedere l'Unione ripristinata come un equilibrio per il Regno Unito.
Il commento di Gorchakov fu favorevole ma non prese alcuna decisione in merito e inviò una copia del memorandum a Eduard Andreevič Stoeckl, ministro plenipotenziario dell'impero russo a Washington, lasciandolo interamente al giudizio e alla discrezione di Stoeckl di agire sul piano. Una mediazione un mese prima della caduta di Richmond non era tuttavia un'opzione.
Dopo aver negoziato l'acquisto dell'Alaska Stoeckl si dimise per motivi di salute nel 1869. Vladimir Andreevič Bodisko, ex agente della compagnia russo-americana fu nominato assistito della legazione russa a Washington Gorchakov suggerì la nomina di Katakazy come ministro plenipotenziario negli Stati Uniti.
Sebbene lo zar Alessandro II di Russia avesse delle riserve riguardo a questa nomina, alla fine cedette al suggerimento del cancelliere. Durante la cerimonia per la sua nomina, Alessandro II disse a Katakazi: "Le vostre istruzioni sono molto brevi e chiare: dovete costantemente ricordare che il popolo americano è il nostro migliore amico"

## Missione negli Stati Uniti
Konstantin Katakazi arrivò a Washington alla fine del 1869.  Il suo background diplomatico era, tuttavia, principalmente legato alle relazioni diplomatiche della Russia con gli Stati balcanici, dove gli inviati russi erano spesso coinvolti in intrighi per influenzare le politiche interne dei paesi in cui erano accreditati. Katakazi cercò di usare la stessa diplomazia negli Stati Uniti. Resistì ad una reclamo personale di un cittadino americano contro la Russia che cercava di forzare attraverso vari metodi per ritirare la sua richiesta. Durante i negoziati che erano in corso attraverso l'Alta Commissione congiunta britannica e americana per l'insediamento delle rivendicazioni dell'Alabama, Katakazi fece uso gratuito dei giornali nel tentativo di pregiudicare e sconfiggere le trattative, tentando anche di influenzare la decisione di vari membri del Congresso. Il Segretario di Stato Hamilton Fish lo ammonì ripetutamente che la sua condotta non era accettabile, ma egli continuò le sue azioni. Katakazy divenne personalmente ingiurioso del presidente e dei membri del suo gabinetto e negò ogni senso di colpa quando si trovò di fronte alle sue azioni.

## Vita privata

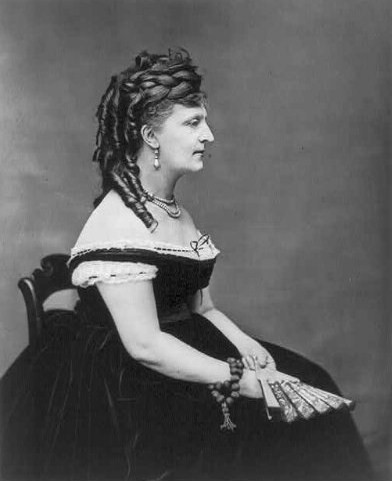
Olga Katakazi, in precedenza duchessa di Santa Severina

Sua moglie Olga (1828-25.07.1905), nata Fitzjames de Berwick, era la vedova di don Nicola Greuther, duca di Santa Severina (1806-1854). Secondo i racconti di Katakazi, il suo rapporto con la moglie dell'inviato napoletano, una donna estremamente bella (dai capelli d'oro, con tratti ebraici), iniziò a Lisbona. La portò via dal marito e, in effetti, questo legame rovinò la sua vita. "Vivace, coraggioso, spiritoso, imprudente alla follia, presuntuoso e audace, decentemente egoista" Katakazi nascondeva con successo la duchessa dalle macchinazioni del marito e alle autorità di Rio de Janeiro sulla minacciosa messa in discussione dell'imperatrice del Brasile, in presenza di tutto il corpo diplomatico. Una volta rimasta vedova, la sposò ed ebbe un figlio (12/22/1860 -?).